# AB Contern
El AB Contern es un equipo de baloncesto luxemburgués con sede en la ciudad de Contern, que compite en la Total League, la máxima competición de su país. Disputa sus partidos en la Hall Sportif Contern, con capacidad para 2,000 espectadores.

## Historia
Fundado en 1934 bajo el nombre de Association Sportive Catholique Ettelbruck (ACSE) es uno de los clubes luxemburgueses más antiguos y uno de los más laureados, ya que posee un total de 37 títulos (14 ligas y 23 copas).
Es el club que más copas tiene y el 2º con más ligas, solo por detrás del Nitia Bettembourg con 16. Su último título data de 2011 (hace seis años).
Disputaron en 8 ocasiones la Recopa de Europa (1968, 1970, 1977, 1979, 1983, 1985, 1992 y 1993), no logrando pasar de segunda ronda, en 5 ocasiones la Copa de Europa (1958, 1962, 1964, 1965 y 1973), no logrando pasar de primera ronda y en 4 la Copa Korać (1991, 2000, 2001 y 2002), no logrando pasar de segunda ronda.

## Registro por Temporadas
| Temporada | División | Liga            | Posición en liga | Play-Offs    | Copa Luxemburguesa | Competición Europea      | Competición Europea | Competición Europea |
| --------- | -------- | --------------- | ---------------- | ------------ | ------------------ | ------------------------ | ------------------- | ------------------- |
| 2000-01   | 1ª       | Nationale 1     | 2º               | Campeones    | –                  | 3ª Copa Korać - 1ª Ronda |                     |                     |
| 2001-02   | 1ª       | Nationale 1     | 4º               | Semifinales  | –                  | 3ª Copa Korać - 2ª Ronda |                     |                     |
| 2002-03   | 1ª       | Nationale 1     | 2º               | –            | –                  |                          |                     |                     |
| 2003-04   | 1ª       | DBBL            | 3º               | –            | –                  |                          |                     |                     |
| 2004-05   | 1ª       | DBBL            | 1º               | Subcampeones | Campeones          |                          |                     |                     |
| 2005-06   | 1ª       | DBBL            | 2º               | Campeones    | Campeones          |                          |                     |                     |
| 2006-07   | 1ª       | DBBL            | 4º               | Semifinales  | Campeones          |                          |                     |                     |
| 2007-08   | 1ª       | DBBL            | 2º               | Semifinales  | Campeones          |                          |                     |                     |
| 2008-09   | 1ª       | Diekirch League | 1º               | Semifinales  | –                  |                          |                     |                     |
| 2009-10   | 1ª       | Diekirch League | 1º               | Semifinales  | –                  |                          |                     |                     |
| 2010-11   | 1ª       | Diekirch League | 1º               | Subcampeones | Campeones          |                          |                     |                     |
| 2011-12   | 1ª       | Diekirch League | 6º               | –            | –                  |                          |                     |                     |
| 2012–13   | 1ª       | Diekirch League | 6º               | –            | –                  |                          |                     |                     |
| 2013–14   | 1ª       | Total League    | 11º              | –            | –                  |                          |                     |                     |
| 2014–15   | 1ª       | Total League    | 3º               | Semifinales  | –                  |                          |                     |                     |
| 2015–16   | 1ª       | Total League    | 4º               | Semifinales  | –                  |                          |                     |                     |
| 2016–17   | 1ª       | Total League    | 3º               | Semifinales  | –                  |                          |                     |                     |
| 2017–18   | 1ª       | Total League    |                  |              |                    |                          |                     |                     |

## AB Contern en competiciones europeas
Copa Korać 1985-86
| 1ª Ronda | AB Contern | Partizan | 83-108 | 101-60 |  |

Copa Korać 1986-87
| 1ª Ronda | AB Contern | Assubel Mariembourg | 67-107 | 102-64 |  |

Recopa de Europa de baloncesto 1987-88
| 2ª Ronda | AB Contern | Ram Joventut | 67-83 | 104-69 |  |

Copa de Europa de baloncesto 1988-89
| 1ª Ronda | Ovarense Aerosoles | AB Contern | 113-64 | 87-114 |  |

Copa Korać 1989-90
| 1ª Ronda | AB Contern | Valvi Girona | 80-98 | 93-52 |  |

Recopa de Europa de baloncesto 1990-91
| 1ª Ronda | Steiner Bayreuth | AB Contern | 101-60 | 55-124 |  |

Copa Korać 1996-97
| 1ª Ronda | AB Contern | Go Pass Pepinster | 63-114 | 96-60 |  |

Copa Korać 2000-01
| 1ª Ronda | AB Contern | Bingoal Bree | 76-79 | 133-73 |  |

Copa Korać 2001-02
| 2ª Ronda | AB Contern | Süba Sankt Pölten | 68-112 | 94-82 |  |

## Palmarés

### Liga
- Total League

-   -  Campeones (4): 1988, 2001, 2004, 2009

-   - Subcampeones (2):

### Copas
- Copa Luxemburguesa

-   -  Campeones (3): 1987, 1990, 1996

-   -  Subcampeones (4): 1985, 2007, 2009, 2015

## Jugadores destacados
| - Kevin Cámara - Armel Milongo - Mathieu Spetz - Andy Eicke - Bob Adam - Tom Arens - Gilles Becker - Yann Besch - Raul Birenbaum - Yves Braun - Olivier Cano - Ken Diederich - Christophe Donnersbach - Sylvain Felten - Alain Gengler - Dean Gindt - Ben Goergen - Andre Gruskovnjak - Ernest Gruskovnjak - Yann Herrmann - Eric Jeitz - Jerome Kaefer | - Christian Kaiser - Sven Kauffmann - Tom Konen - Steve Kuhlmann - Laurent Majerus - Christophe Mertzig - Sven Pezzotta - Marco Rock - Ted Schleimer - Thierry Schmitz - Dave Schröder - Marc Thoma - Patrick Walravens - Daniel Weyrich - René Wolzfeld - Obie Nwadike - David Torres - Josh Almanson - Joe Anderson - Manny Atkins - Jeron Belin - Nick Bertke | - Jeremy Black - Jaylen Bland - Chaz Twan Briggs - Derrick Bryant - James Cason - Chris Daniels - Xavier Ford - Elton Frazier - Reggie Fuller - Brandon Gary - Chad Gray - Jordan Hasquet - Rahlir Hollis-Jefferson - Brandon Jennings - Grant Johnson - Ravern Johnson - Clifton Jones - Anthony Kann - Marcus Kennedy - Dave Mallon - Elton Mashack - Jefferson Mason | - Mark McLaughlin - Silas Mills - Jesse Morgan - Jamine Peterson - Leon Powell - Nick Thompson - Liki Turner - Armond Williams - Kenny Williams - Christopher Jones - Anel Ceman - Jermel Kennedy - Daniel Becker - Matthías Ásgeirsson - Chris Butler - Marwan Gaines |